# Barcinosuchus
Barcinosuchus (betekent 'Cerro Barcino Formation's krokodil) is een geslacht van uitgestorven carnivore Metasuchia uit het Vroeg-Krijt. Het is een peirosauride die leefde tijdens het Vroeg-Krijt (Aptien tot Albien) in wat nu de provincie Chubut, Argentinië is. 
Het is bekend van het holotype MPEF-PV 3095, dat bestaat uit schedel-, onderkaak- en postcraniale resten. Het exemplaar is teruggevonden in het onderste deel van de Cerro Castaño-afzetting van de Cerro Barcino-formatie. Barcinosuchus werd in 2009 door Martín Leardi en Diego Pol benoemd en de typesoort is Barcinosuchus gradilis. De soortaanduiding betekent 'de lichtgebouwde'.
Barcinosuchus zou nauw verwant zijn aan Lomasuchus en Peirosaurus.